# ساوث هيرت
ساوث هيرت (بالإنجليزية: South Heart, North Dakota)‏ هي مدينة تقع في ولاية داكوتا الشمالية في الولايات المتحدة. تبلغ مساحة هذه المدينة 2.49 (كم²)، وترتفع عن سطح البحر 758 م، بلغ عدد سكانها 301 نسمة في عام 2010 حسب إحصاء مكتب تعداد الولايات المتحدة.

## التركيبة السكانية
قام مكتب تعداد الولايات المتحدة بتحديد بيانات التركيبة السكانية لساوث هيرتفي تعداد الولايات المتحدة. في ما يلي، التركيبة السكانية حسب تعدادي 2000 و2010.

### تعداد عام 2000
بلغ عدد سكان ساوث هيرت 307 نسمة بحسب تعداد عام 2000، وبلغ عدد الأسر 108 أسرة وعدد العائلات 81 عائلة مقيمة في المدينة. في حين سجلت الكثافة السكانية 327.7 نسمة لكل ميل مربع (126.5/كم2). وبلغ عدد الوحدات السكنية 119 وحدة بمتوسط كثافة قدره 127.0 نسمة لكل ميل مربع (49.0/كم2).
وتوزع التركيب العرقي للمدينة بنسبة 98.70% من البيض و 0.33% من الأمريكيين الأفارقة و 0.98% من عرقين مختلطين أو أكثر.
بلغ عدد الأسر 108 أسرة كانت نسبة 41.7% منها لديها أطفال تحت سن الثامنة عشر تعيش معهم، وبلغت نسبة الأزواج القاطنين مع بعضهم البعض 66.7% من أصل المجموع الكلي للأسر، ونسبة 7.4% من الأسر كان لديها معيلات من الإناث دون وجود شريك، وكانت نسبة 25.0% من غير العائلات. تألفت نسبة 21.3% من أصل جميع الأسر من أفراد ونسبة 6.5% كانوا يعيش معهم شخص وحيد يبلغ من العمر 65 عاماً فما فوق. وبلغ متوسط حجم الأسرة المعيشية 3.40، أما متوسط حجم العائلات فبلغ 2.84.
بلغ العمر الوسطي للسكان 35 عاماً. وكانت نسبة 34.5% من القاطنين تحت سن الثامنة عشر، وكانت نسبة 4.6% بين الثامنة عشر والأربعة وعشرون عاماً، ونسبة 27.0% كانت واقعةً في الفئة العمرية ما بين الخامسة والعشرون حتى والأربعة وأربعون عاماً، ونسبة 23.8% كانت ما بين الخامسة والأربعون حتى الرابعة والستون، ونسبة 10.1% كانت ضمن فئة الخامسة والستون عاماً فما فوق. يوجد لكل 100 أنثى 106.0 ذكر، ويوجد لكل 100 أنثى في الثامنة عشر من عمرها فما فوق 97.1 ذكر.
بلغ متوسط دخل الأسرة في المدينة 35,750 دولار، أما متوسط دخل العائلة فبلغ 41,250 دولار. وكان متوسط دخل الذكور 26,563 دولار مقابل 18,750 دولار للإناث. وسجل دخل الفرد الخاص بالمدينة 13,059 دولار. وكانت نسبة 8.0% من العائلات ونسبة 9.4% من السكان تحت خط الفقر، وكان من هؤلاء نسبة 7.9% تحت سن الثامنة عشر ونسبة 18.2% في الخامسة والستين من العمر وما فوق.

### تعداد عام 2010
بلغ عدد سكان ساوث هيرت 301 نسمة بحسب تعداد عام 2010، وبلغ عدد الأسر 121 أسرة وعدد العائلات 80 عائلة مقيمة في المدينة. في حين سجلت الكثافة السكانية 316.8 نسمة لكل ميل مربع (122.3/كم2). وبلغ عدد الوحدات السكنية 129 وحدة بمتوسط كثافة قدره 135.8 لكل ميل مربع (52.4/كم2).
وتوزع التركيب العرقي للمدينة بنسبة 99.0% من البيض و 1.0% من عرقين مختلطين أو أكثر.
بلغ عدد الأسر 121 أسرة كانت نسبة 31.4% منها لديها أطفال تحت سن الثامنة عشر تعيش معهم، وبلغت نسبة الأزواج القاطنين مع بعضهم البعض 56.2% من أصل المجموع الكلي للأسر، ونسبة 5.0% من الأسر كان لديها معيلات من الإناث دون وجود شريك، بينما كانت نسبة 5.0% من الأسر لديها معيلون من الذكور دون وجود شريكة وكانت نسبة 33.9% من غير العائلات. تألفت نسبة 28.1% من أصل جميع الأسر من أفراد ونسبة 11.6% كانوا يعيش معهم شخص وحيد يبلغ من العمر 65 عاماً فما فوق. وبلغ متوسط حجم الأسرة المعيشية 3.06، أما متوسط حجم العائلات فبلغ 2.49.
بلغ العمر الوسطي للسكان 37.1 عاماً. وكانت نسبة 26.2% من القاطنين تحت سن الثامنة عشر، وكانت نسبة 7.3% بين الثامنة عشر والأربعة وعشرون عاماً، ونسبة 23.9% كانت واقعةً في الفئة العمرية ما بين الخامسة والعشرون حتى والأربعة وأربعون عاماً، ونسبة 27.9% كانت ما بين الخامسة والأربعون حتى الرابعة والستون، ونسبة 14.6% كانت ضمن فئة الخامسة والستون عاماً فما فوق. وتوزع التركيب الجنسي للسكان بنسبة 53.2% ذكور و46.8% إناث.

## وصلات خارجية
- The US50 - Cities and Towns in North Dakota State